# Platychauliodes thornei
Platychauliodes thornei är en insektsart som beskrevs av K. Barnard 1940. Platychauliodes thornei ingår i släktet Platychauliodes och familjen Corydalidae. Inga underarter finns listade i Catalogue of Life.